# 音響光学型電波分光計
音響光学型電波分光計（おんきょうこうがくがたでんぱぶんこうけい、英：Acousto-Optical Spectrometer、AOS）は、音響光学素子とレーザー光を用いて、回折効果を利用して電波のスペクトルを得る装置である。コンピュータの発達以前では高分解能、広帯域において最高の方法であったため、電波望遠鏡による宇宙電波の観測で広く用いられた。コンピュータの発達に伴い、徐々にデジタル分光計に置き換えられつつある。

## 概要
元々は太陽電波観測用にオーストラリアで開発が進められていたもので、回折したレーザー光を連続的にフィルムに焼き付けてスペクトルの変化を観察するものであった。日本では甲斐敬造らが1975年ごろから実験を行っていたが、6mミリ波電波望遠鏡で宇宙電波の観測を進めるに当たって高分散（高分解能）の電波分光計が必要になり、海部宣男らが開発したものが宇宙電波用としては世界初である。
当時ミリ波で主要されていた電波分光計は少しずつ周波数をずらしたフィルタ群にそれぞれアンプをつけたもので、これをフィルタバンク型電波分光計と呼ぶ。しかしフィルタバンク型は製作に多額の資金と手間を要する上、システムの複雑化を考えるとチャンネル数は300程度が実用上の限界で、より高度な観測のためにはまったく不十分であると考えられた。そこで野辺山太陽電波観測所にて実験されていたものから着想を得て1976年に256チャンネルのAOSを製作。その後512チャンネル、1,700チャンネルを経て、1982年の野辺山45m電波望遠鏡建設時には合計24,000チャンネルのAOSが導入され観測に供され、星間分子サーベイを中心に多大な成果を上げた。
その後VLAやグリーンバンク天文台の大型電波望遠鏡用など、宇宙電波観測用として広く使われたAOSであるが、コンピュータの発達に伴って徐々にデジタル分光計に置き換えられつつある。野辺山45m電波望遠鏡のAOSに関しても、マルチビーム受信機の導入以後デジタル分光計が使用されるようになり、2016年前半を最後に共同観測の提供を停止、廃止されている。

## 仕組み
電波望遠鏡の受信機のバックエンド部に接続され、周波数変換を行った後、音響光学偏向素子に電気信号を送る。音響光学偏向素子の入り口には圧電素子があり、電気信号はここで超音波に変換される。この超音波は音響光学偏向素子内部に疎密波として伝わり、ここに単色のレーザ光（野辺山の場合には、He-Neレーザ）を当てるとレーザー光は回折を生じる。回折された光は光学系を通り、ラインセンサー（その間隔を精密に調整されたフォトダイオード）で検出を行う。
この仕組みによって、光学変換によるフーリエ解析を直接的に行うことが可能。難点としては、基準レーザ光の調整や光学系の調整、フォトダイオードの調整などが必要なため、開発及び運用の両面において、極めて高度な技術が必要である。また、光学系と同時に、システムを入れる部屋も恒温調整（野辺山の場合には、20℃±0.1℃以下。湿度20%以下。室内容積：8立方m）が必要である。このため、装置内部の直接一般公開はできなかったが、野辺山開設時において、科学雑誌からの取材によって写真等の撮影は許可している。なお、撮影された写真は、科学雑誌出版社に著作権があるため、野辺山宇宙電波観測所では公開していない。
アナログ型のため、微調整が重要であり、光学系では0.1μm以下の精度で調整が必要になる。また、圧電素子も帯域全てでリニアリティが出るわけではないので、そのあたりの調整も重要。近年は、圧電素子のリニアリティを高めることと一緒に、補正回路を工夫することで、電気回路系の調整は楽になってきている。しかしながら、機械精度を限界まで高めるために、様々な工夫が必要だった。